# Neuapostolische Kirche Berlin-Spandau

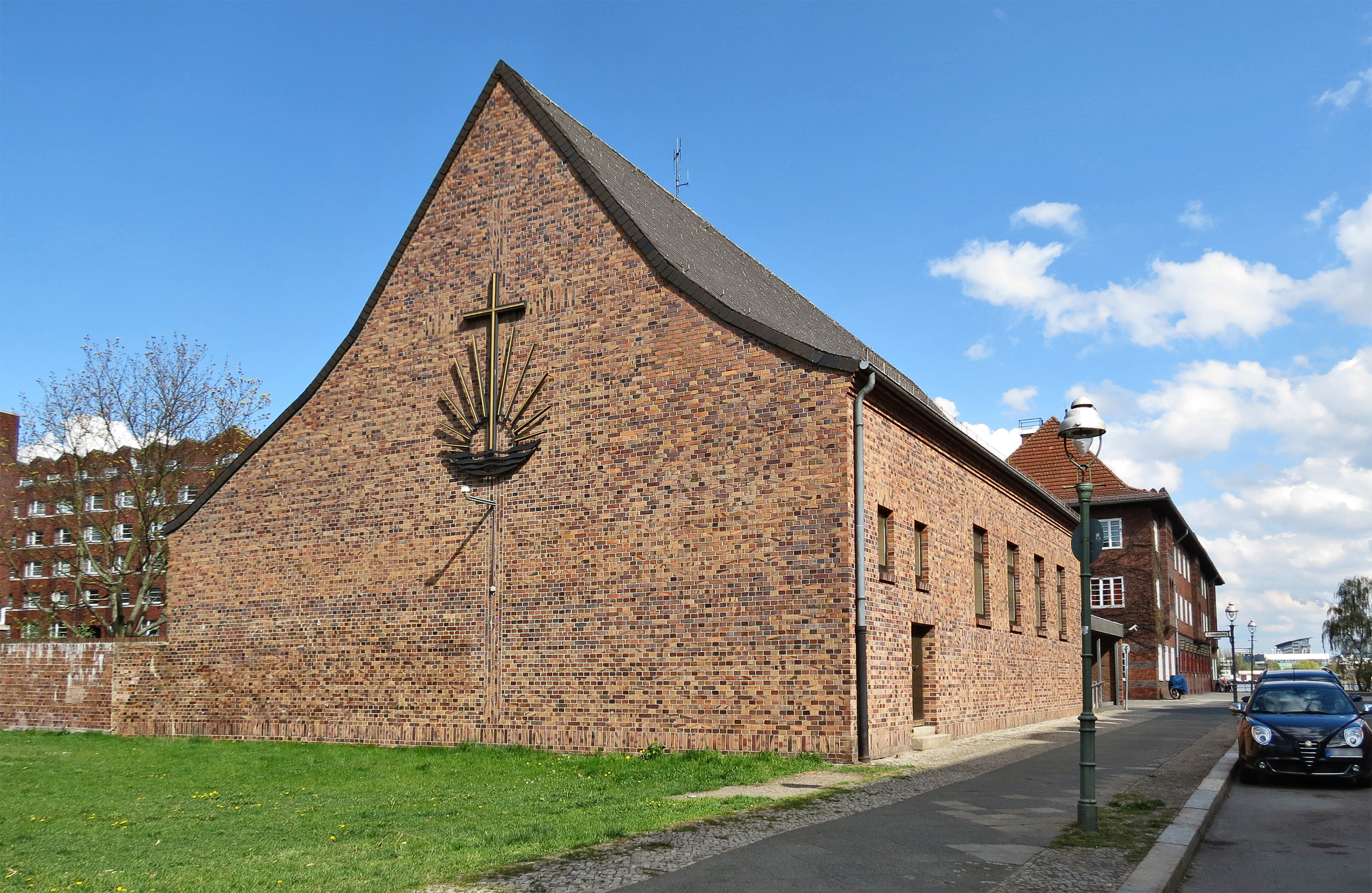
Neuapostolische Kirche an der Triftstraße in Berlin-Spandau

Die Neuapostolische Kirche Berlin-Spandau ist ein in den Jahren 1933–1935 errichtetes Gotteshaus. Sie ist die größte der insgesamt drei Kirchen der Neuapostolischen Kirche (NAK) im Berliner Bezirk Spandau.
Um den Bau realisieren zu können, wurden von den Gemeindemitgliedern viele Arbeiten selbst erbracht. Zusätzlich wurde ein Baufonds eingerichtet, in den die Kirchgänger einzahlen konnten; dieser Betrag wurde später verzinst zurückgezahlt.
Das Kirchengebäude wurde am 15. Dezember 1935 durch Apostel Landgraf eingeweiht.

## Lage

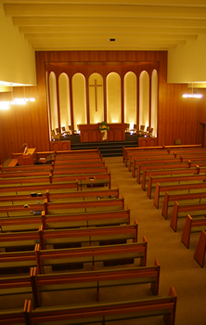
Blick von der Empore in den Gottesdienstraum

Die Neuapostolische Kirche Berlin-Spandau steht in der Triftstraße 10 Ecke Krienickesteig, am Rande des Ortsteils Hakenfelde an der Grenze zum Ortsteil Spandau.

## Beschreibung
Der ursprüngliche Eingang der Kirche lag im Osten. Durch einen Umbau 1981 wurde der Eingang auf die Südseite versetzt. An der Stelle des ehemaligen Eingangs ist heute ein Buntglasmosaik zu sehen, von außen lässt sich das eigentlich Portal noch erahnen. Durch einen weiteren Umbau 2005 wurde der Eingang barrierefrei mit einer Rampe ausgestattet.
Das Kirchenschiff der Saalkirche ist ein rechteckiger Raum mit 250 Plätzen, dem sich in Richtung Westen der halbrunde Altarraum anschließt. Der Altarraum ist mit neun Rundbögen ausgeprägt, auch der hölzerne Altar zeigt in seiner Front Rundbögen. Vom Kirchenschiff durch eine Glasscheibe getrennt ist ein Mutter-Kind-Raum. Weiterhin finden sich im Erdgeschoss zwei Gruppenräume mit 10 und 20 Plätzen, Sakristei, Garderobe und ein Gesellschaftsraum / Cafeteria.
Die Empore der Kirche wurde bei einem Umbau 2005 durch eine Wand deutlich verkleinert. So wurde ein neuer Raum geschaffen, der heute als weiterer Gottesdienstraum mit 75 Plätzen dient.
Neben der Pfeifenorgel der Firma Karl Schuke, Berlin, findet sich in der Kirche eine elektronische Sakralorgel der Firma Ahlborn sowie ein elektronisches Yamaha-Klavier.

## Ehemalige Versammlungsstätten
- 1900: Mittelstraße 17 (angemietet)
- 1902: Errichtung einer kleinen Kapelle unter Einschluss des bisherigen Raums durch die Hauswirtin
- 1921: ehemaliges Offizierkasino am Lindenufer 1
- 1925: Haak’s Festsäle am Stresowplatz[1]